# Felix Faust
Felix Faust, il cui vero nome è Dekan Drache, un personaggio dei fumetti DC Comics. È un supercriminale che pratica la stregoneria. Comparve per la prima volta nel 1962 come avversario della Justice League of America. Il personaggio fu modellato sulla base del Dottor Faust, protagonista della recita di Christopher Marlowe, La tragica storia del Dottor Faust

## Biografia del personaggio

### Origini
Le prime testimonianze dell'esistenza del mitico stregone, ora noto come Felix Faust, sono di circa cinquemila anni fa, al tempo del regno africano di Kor, il cui re, Nommo, era il primo Stregone, guardiano del mistico potere, la Fiamma della Vita. Felix, in un primo momento sconfisse Nommo, e tentò di utilizzare la Fiamma per i suoi scopi. Ma la reazione di Nommo non si fece aspettare, chiamò a sé la Fiamma della Vita, e sconfisse definitivamente lo stregone, bandendolo in un'altra dimensione.
A metà degli anni venti, un folle ed aspirante stregone di nome Dekan Drache, attraverso dei rituali magici riuscì ad aprire un portale verso la dimensione in cui era tenuto prigioniero Felix. Lo stregone, sconfitto migliaia di anni fa da Nommo non si fece scrupoli e approfittò dell'occasione di precipitarsi nella nostra dimensione, distruggere l'anima di Drache ed entrare nel suo corpo. Tuttavia, anche se vivo e sulla Terra ancora una volta, lo stregone scoprì che i suoi poteri erano infinitamente inferiori rispetto a quelli originali di cinquemila anni fa.
Il suo unico scopo ora era di riappropriarsi dei suoi antichi poteri. Lo stregone lesse la storia di come un uomo di nome Faust vendette la sua anima al diavolo per ottenere dei poteri magici, così decise di imitare tale strategia. Ispirato dal protagonista della storia, lo stregone si rinominò Felix Faust e iniziò la sua ricerca senza fine della sapienza mistica.
Comparve per la prima volta in Justice League of America vol. 1 n. 10 del marzo 1962. In questa storia tentò di riappropriarsi dei suoi antichi poteri contattando i Tre Demoni, tre demoni immaginari dell'Universo DC. Tre fratelli che avevano governavano la galassia un miliardo di anni fa, prima di essere banditi dagli esseri conosciuti come i Senza Tempo. I Tre Demoni tentarono di ritornare, convocati da Faust e da altri, ma il loro ritorno venne sempre sventato dalla Justice League. Felix Faust tentò di chiamare a sé il potere dei Tre Demoni possedendo tre artefatti: la Campana Verde di Uthool, la Ruota d'Argento di Nyorlath e il Barattolo Rosso di Calythos.
Nel corso degli anni, la brama di Faust verso i poteri magici si dimostrò estremamente costosa. In molte occasioni vendette la sua anima per ottenere la sapienza, per poi ricomprarsela quando si rese conto di aver fallito, e ogni volta, finiva peggio di prima. Infine, trovò difficile trovare un modo mistico di ritrovare la sua anima offuscata. Tentò persino di ingannare Neron quando gli diede i suoi poteri, offrendogli l'anima pura di una ragazza innocente che uccise in un luogo di sua proprietà. Sfortunatamente per lui, Neron si accorse del complotto del mago, punendo Faust: mise lo spirito vendicativo della ragazza dentro il suo corpo. Per un po', lo spirito dannato di Faust languì in un piano infernale riservato ai maghi che abusarono o ignorarono le leggi della magia.

### 52
Durante gli eventi noti come 52, una voce dall'elmo del Dottor Fate parlò a Ralph Dibny e promise di realizzare i suoi desideri se avesse eseguito un certo sacrificio. Dibny viaggiò con l'elmo attraverso l'oltretomba di diverse culture, dove fu avvertito di limitare l'utilizzo della magia. Lo Spettro promise di resuscitare la sua defunta moglie Sue in cambio della vendetta sulla sua assassina, Jean Loring da parte di Ralph, ma Dibny non riuscì a fare ciò che gli fu chiesto.
A Nanda Parbat, Rama Kushna disse a Elongated Man, "La fine è già stata scritta". Nella torre del Dottor Fate, Dibny iniziò a pronunciare l'incantesimo per la resurrezione di Sue, indossò l'elmo di Fate, e una volta compiuto il rituale, dall'elmo di Fate uscì Faust, travestito da Nabu. Il piano di Faust, per potersi liberare di Nero, era quello di scambiare la sua anima con quella di Dibny.
Ralph rivelò di essere stato avvisato dell'identità di Faust per qualche tempo, e che gli incantesimi intorno alla torre furono realizzati e posizionati con lo scopo di intrappolare lo stregone, e non per contrastare gli effetti negativi del sortilegio. Neron comparve e uccise Dibny, solo per capire troppo tardi che l'incantesimo rispondeva solo ai comandi dello stesso Ralph: con la sua morte, Ralph intrappolò Faust e Neron nella torre.

### Un Anno Dopo
Un anno dopo Crisi Infinita, Faust evase dalla torre di Fate con l'aiuto di Black Adam e di Isis. Contattò l'anima di Red Tornado, ancora alla deriva dopo aver combattuto Alexander Luthor Jr. al fianco di Donna Troy, il Corpo delle Lanterne Verdi e i loro alleati. Lavorando con il Doctor Impossible, il Professor Ivo e Solomon Grundy, Faust si mascherò da Deadman offrendo all'androide il desiderio del suo cuore: un corpo umano. Tornado accettò, e Faust ne inserì l'anima nel suo nuovo corpo. Faust e i suoi alleati invece rubarono il vecchio corpo di Tornado per i propri scopi.
Dopo aver fatto un incantesimo d'occultamento a Cheetah, Faust si unì a Talia al Ghul al fine di corrompere un'altra eroina: Black Alice. Faust offrì ad Alice potere, ricchezza, un posto nella Società segreta dei supercriminali e la resurrezione di sua madre, ma lei rifiutò, inviando Faust fuori dalla città e sfruttandone i poteri per eseguire la resurrezione da sola. Dopo di ciò, sembrò che Faust si riunì alla Società.
La copertina di Justice League of America vol. 2 n. 13, mostra Felix Faust come membro dell'ultima incarnazione della Injustice League.

## Post-Crisi Finale
Come membro della Società segreta dei supercriminali di Cheetah, Felix Faust giocò un ruolo fondamentale nella creazione di Genocidio quando utilizzò la sua magia per animare i campioni di terra appena raccolti.

### Comparse successive
Felix Faust fece la sua apparizione mentre riotteneva il controllo su Isis, anche dopo averlo aiutato ad uscire dalla torre di Fate. Costretto a mantenere perennemente Isis sotto un incantesimo sedativo, utilizzò tale posizione per abusare sessualmente della sua prigioniera. Ancora incapace di comunicare, Isis inviò un segnale a suo marito, Black Adam. Una volta che Adam trovò sua moglie, costrinse Faust a liberarla, castrandolo a mani nude, ma risparmiandogli la vita.

## Poteri e abilità
Felix Faust è uno dei più grandi utilizzatori di magia della DC.
Maestro nel controllare un vasto potere magico che riesce ad avere conseguenze sulla stessa realtà, Faust è unico tra i maghi del suo calibro, abile nell'utilizzare libri o pergamene di incantesimi per concentrare il suo potere.
Quando Felix Faust comparve per la prima volta in Justice League of America n. 9, utilizzò il Necronomicon, libro occulto, citato nelle storie di H. P. Lovecraft, utile per richiamare i tre demoni, tre potenti entità al suo servizio.

## Eredità
Felix Faust ebbe due figli:
- Fauna
- Sebastian Faust

Dei due, l'anima di Sebastian fu barattata al demone Nebiros, ma il potere richiesto da Felix fu donato a Sebastian. Come risultato, la relazione padre-figlio fu di tipo contraddittorio. Sebastian è generalmente un eroe, lavorando con gli Outsiders, la Justice League e con le Sentinelle della Magia.

## Altre versioni
- In "Captain Carrot and His Amazing Zoo Crew", i simpatici animali antropomorfi dominavano la Terra-C pre-Crisi. In questa versione dimensionale della Terra, si rappresenta la lotta tra l'eroica squadra dei Just'A Lotta Animals (versione della Terra-C della Justice League pre-Crisi) contro i super criminali animali come, "Feline Faust", un malvagio gatto stregone. Feline Faust ricomparve poi nella storia "Captain Carrot and The Final Arc", dove aveva creato una copia malvagia della strega della Squadra Zoo, Alley-Kat-Abra, incolpandola della morte del suo compagno di squadra, Little Cheese.
- Felix Faust ebbe una comparsa in più, anche se non in questa continuità, in Justice League Adventures n. 32, dove tenta di controllare numerosi membri della Justice League. Ricomparve poi in, Justice League Unlimited n. 26, aiutando Black Manta a conquistare Atlantide.

## In altri media

### Televisione
- In un episodio di "The Super Powers Team: Galactic Guardians", Felix Faust si trovava in prigione con il Pinguino. Era in procinto per evadere e di trasferire i poteri di Superman dentro di sé, ma il Pinguino colse al volo l'opportunità, rubò i poteri di Superman, prima che Faust potesse trasferirli dentro di sé, ed evase facilmente al posto di Faust. Faust riuscì a trovarlo e a depotenziarlo, trasferendoli dentro di sé, dopo la cattura del Pinguino da parte dei suoi "spiriti". Con tali poteri, si dimostrò, ovviamente vulnerabile alla kryptonite, nel momento in cui Firestorm cambiò il suo cappello. Wonder Woman utilizzò il suo lazzo per costringere Faust a restituire a Superman i suoi poteri, così i due ritornarono in carcere, insieme nella stessa cella, per il dispiacere di entrambi.
- Comparve nella serie animata del 2000 Justice League, doppiato in originale dall'attore Robert Englund[1], un archeologo con un interesse eretico per l'occulto. Divenne uno stregone, prima di essere espulso dall'università in cui insegnava, utilizzando il suo potere magico per vendicarsi di coloro che lo avevano deriso. In "Il paradiso perduto", Faust trasformò in pietra le resistenti amazzoni di Themyscira, al fine di costringere Wonder Woman a ritrovare le parti della chiave per il Tartarus, dominio dell'Ade, facendo un patto con il dio degli inferi per avere, in cambio della libertà, la "conoscenza ultima". Wonder Woman ottenne l'aiuto dei suoi colleghi della Justice League nella ricerca della chiave. Ma una volta che Batman scoprì i veri propositi di Faust, la League decise di non cedere la chiave a Faust senza combattere. Tuttavia, lo stregone riuscì ad ottenere la chiave e scappare. Liberò Ade e gli consegnò Ippolita come offerta. Ade tradì Faust e lo fece invecchiare fino quasi a morire, affermando che, "la conoscenza ultima che l'uomo può conoscere è solo dolore e sofferenza". Faust si riprese abbastanza da attaccare Ade, impegnato a combattere Ippolita e i suoi alleati. Con un secondo attacco, Ade lo annichilì completamente, riducendolo in una polvere risucchiata nell'aldilà.
- Nell'episodio "L'Equilibrio" della serie animata, Justice League Unlimited, Tala riuscì a contattare l'anima di Faust e a imprigionarla in uno specchio. Ingannò Tala costringendola a pronunciare un incantesimo, liberandolo e imprigionando lei al suo posto. Quindi, Faust prese il controllo dell'Annichilatore, un potente automa magico forgiato dall'antico dio Efesto utilizzandolo per conquistare il Tartarus. Infine, Wonder Woman e Shayera distrussero l'Annichilatore, lasciando ad Ade la possibilità di torturare per sempre l'anima di Faust.
- Felix Faust comparve nell'episodio "Evil Under the Sea!" della serie animata Batman: The Brave and the Bold. Il suo piano era quello di aprire il Vaso di Pandora per poi essere sconfitto da Batman e da Atomo. Comparve poi in "Day of the Dark Knight!" come un carcerato evaso dal Penitenziario di Iron Heights, che fu fermato da Batman e Freccia Verde.